# Andrés Ritter
Andrés Ritter (* 1964 in Santiago de Chile, Chile) ist ein deutscher Jurist und stellvertretender Leiter der Europäischen Staatsanwaltschaft. 

## Leben
Ritter studierte zunächst von Oktober 1985 bis Mai 1992 Rechtswissenschaften an der Rheinische Friedrich-Wilhelms-Universität in Bonn. Daran schloss sich ein postgraduierten Studium am Europa-Institut der Universität Saarbrücken an, dass er 1993 mit summa cum laude abschloss.
Etwa gleichzeitig absolvierte er den Juristischen Vorbereitungsdienst, sodass er im November 1994 am Oberlandesgericht Zweibrücken das zweite Juristische Staatsexamen bestand und die Befähigung zum Richteramt erhielt. 
Er trat dann im Februar 1995 in den Justizdienst des Landes Mecklenburg-Vorpommern ein und arbeitete als Staatsanwalt bei der Staatsanwaltschaft Rostock. Von Januar 1998 bis März 1999 war er in der Europäischen Kommission im Bereich der Generaldirektion Industrie für das Wettbewerbsrecht tätig. Im April 1999 kehrte er nach Rostock zurück, zunächst wieder für die Staatsanwaltschaft Rostock, dann zur Erprobung an die Generalstaatsanwaltschaft, mit der Verwendung zur Internationalen Rechtshilfe ab 2002. Er wechselte im Dezember 2003 an das Justizministerium von Mecklenburg-Vorpommern. 2005 wurde er Leitender Oberstaatsanwalt an der Staatsanwaltschaft Rostock und schließlich 2008 stellvertretender Generalstaatsanwalt. 2011 wurde er Leitender Oberstaatsanwalt der Staatsanwaltschaft Stralsund und 2013 Leitender Oberstaatsanwalt in Rostock. 
Zwischenzeitlich lehrte er von 2001 bis 2007 an der Polizeiakademie des Landes Mecklenburg-Vorpommern.
Mit Wirkung vom 29. Juli 2020 wurde Ritter zum Europäischen Staatsanwalt ernannt. Seine Ernennung wurde 2024 bis zum 30. Juni 2029 verlängert.
Ritter spricht Deutsch und Spanisch als Sprachen, des Weiteren beherrscht er die englische und französische Sprache.